# Loudon (Nuevo Hampshire)
Loudon es un pueblo (subdivisión administrativa) del condado de Merrimack, Nuevo Hampshire, Estados Unidos. Según el censo de 2020, tiene una población de 5.576 habitantes.
El estado de Nuevo Hampshire está organizado según el modelo de Nueva Inglaterra, por lo que está casi totalmente dividido en unidades administrativas denominadas "pueblos" (towns), similares a los municipios (townships) de la mayoría de los demás estados.
El pueblo de Loudon abarca una zona predominantemente rural. La localidad principal de la región es Loudon, con solo 711 habitantes. 

## Geografía
Está ubicado en las coordenadas 43°18′29″N 71°26′57″O / 43.30806, -71.44917 (43.308134, -71.44913). Según la Oficina del Censo de los Estados Unidos, tiene una superficie total de 121.1 km², de la cual 119.6 km² corresponden a tierra firme y 1.5 km² es agua.

## Demografía
Según el censo de 2020, hay 5.576 personas residiendo en la zona. La densidad de población es de 46.62 hab./km². El 92.86% son blancos, el 0.97% son afroamericanos, el 0.23% son amerindios, el 0.52% son asiáticos, el 0.34% son de otras razas y el 5.08% son de dos o más razas. Del total de la población, el 1.40% son hispanos o latinos de cualquier raza.